# Lavalle (Corrientes)
Pour les articles homonymes, voir Lavalle.
 (signalé en juin 2025).
Si vous disposez d'ouvrages ou d'articles de référence ou si vous connaissez des sites web de qualité traitant du thème abordé ici, merci de compléter l'article en donnant les références utiles à sa vérifiabilité et en les liant à la section « Notes et références ».
- Archive Wikiwix
- Bing
- Cairn
- DuckDuckGo
- E. Universalis
- Gallica
- Google
- G. Books
- G. News
- G. Scholar
- Persée
- Qwant
- (zh) Baidu
- (ru) Yandex
- (wd) trouver des œuvres sur Wikidata

Lavalle est une ville de la province de Corrientes, en Argentine, et le chef-lieu du département homonyme. Elle se situe dans le centre-ouest de la province, en bordure du Rio Parana, à 175 km au sud de Corrientes. Sa population s'élevait à 4 783 habitants en 2001.

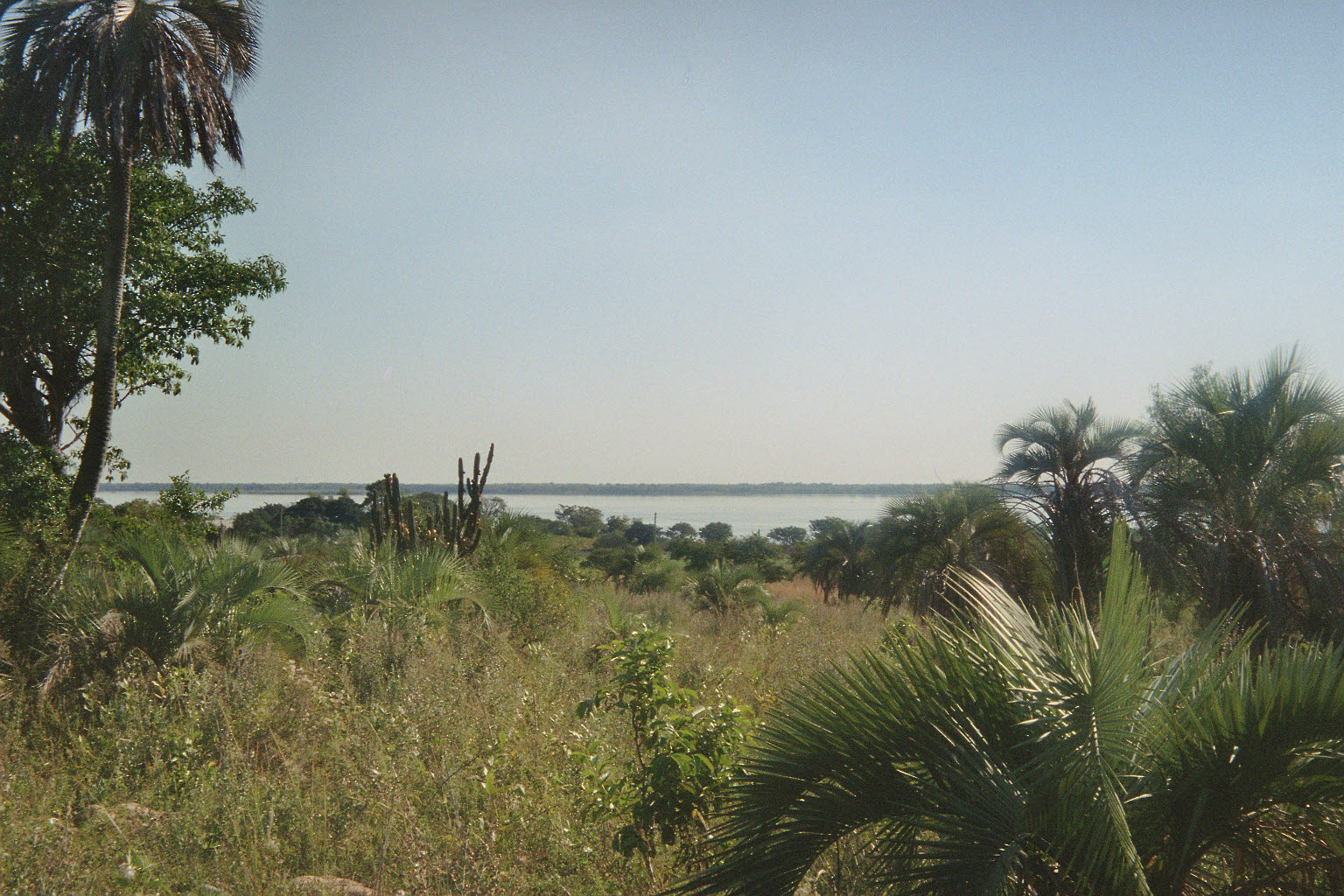
Le Rio Parana à Lavalle